# محمود عبد الحليم
محمود عبد الحليم عضو الهيئة التأسيسية لجماعة الإخوان المسلمين (1917 - 1999م)، وأول مؤرخ لتاريخ الجماعة في كتابه الموسوعي «الإخوان المسلمون أحداث صنعت التاريخ».

## الميلاد والنشأة
ولد محمود عبد الحليم في مدينة رشيد في 20/9/1917م، تلقي تعليمه الابتدائي برشيد، ولم يكن في المجتمع الرشيدي مدارس ثانوية، فاضْطُرَّ إلى أن يحمل متعلقاته، ويتَّجه نحو الإسكندرية ليكمل تعليمه في مدرسة العباسية الثانوية نظام (داخلي) عام 1929م، التحق بكلية الزراعة عام 1935- 1936م، حيث سكن محمود عبد الحليم في الجيزة.

## اعتقاله
في 15 يناير 1954م، اعتُقل محمود عبد الحليم من مقر عمله بمحلج القناطر الخيرية، وحُبس في السجن الحربي، وبعد أسبوع نُقل إلى معتقل العامرية بالإسكندرية، وظل بالمعتقل حتى أفرج عنه في مارس من نفس العام بعد المظاهرات التي قام بها الإخوان المسلمون لعودة الديمقراطية والحريات، وبعد خروجه من المعتقل صدر قراراً بنقله من مصلحة القطن إلى مصلحة الأموال المقررة بقنا.

## الوفاة
توفي في يوليو 1999م.

## من مؤلفاته
قام محمود عبد الحليم بتأليف أشهر الكُتب التي تحدَّثت عن تاريخ جماعة الإخوان المسلمين تحت عنوان «الإخوان المسلمون أحداث صنعت التاريخ (كتاب)»، وترجم رواية المسلمون قادمون أو 1985